# Aeroportul Internațional Ujhorod
Aeroportul Internațional Ujhorod (IATA: UDJ, ICAO: UKLU) este un aeroport din Ujhorod, Transcarpatia, Ucraina ce deservește zona Ujhorod. Aeroportul a fost tranzitat în 2021 de 7.600 de pasageri. A fost numit după zona deservită.
Situat la o altitudine de 117 m, aeroportul dispune de 1 pistă.

## Infrastructură

### Piste
Aeroportul dispune de o singură pistă. Pista 10/28 are suprafața de asfalt și dimensiunile 2.038 m × 40 m. 